# Curtiss XP-46
Curtiss XP-46 là một mẫu thử máy bay tiêm kích của Hoa Kỳ. Do hãng Curtiss-Wright Corporation phát triển.

## Tính năng kỹ chiến thuật (Curtiss XP-46A)
Dữ liệu lấy từ Curtiss Aircraft 1907–1947
Đặc điểm tổng quát
- Kíp lái: 1
- Chiều dài: 30 ft 2 in (9,19 m)
- Sải cánh: 34 ft 3¾ in (10,45 m)
- Chiều cao: 10 ft 1 in (3,07 m)
- Diện tích cánh: 208 ft² (19,32 m²)
- Trọng lượng rỗng: 5.625 lb (2.551 kg)
- Trọng lượng cất cánh tối đa: 7.665 lb (3.477 kg)
- Động cơ: 1 × Allison V-1710-39, 1.150 hp (858 kW)

 Hiệu suất bay 
- Vận tốc cực đại: 355 mph (309 knot, 571 km/h) trên độ cao 12.200 ft (3.720 m)
- Tầm bay: 325 mi (283 hải lý, 523 km)

Trang bị vũ khí

- Súng: 

  - 2 × súng máy.50 in (12,7 mm) ở đầu máy bay
  - 8 × súng máy.30 in (7,62 mm) ở cánh